# Russische Marsch-Fantasie
Russische Marsch-Fantasie, op. 353, är en marsch av Johann Strauss den yngre. Den spelades första gången den 12 september 1872 i nöjeslokalen Schwenders Neue Welt i förorten Hietzing i Wien.

## Historia
Sommaren 1870 avgick Johann Strauss slutligen som ledare för Straussorkestern och slutade samtidigt sin tjänst som Hovbalsmusikdirektör (han behöll dock titeln). I framtiden ville han bara ägna sig åt att komponera operetter. Men de mycket välbetalda engagemangen utomlands lockade honom, därför beslutade han återigen att underteckna ett kontrakt med järnvägsbolaget Tsarskoje-Selo i Sankt Petersburg att gästspela i Pavlovsk, vilket han hade gjort fem månader om året 1856-65 och 1869. Han hade även förberett nya kompositioner att för sin tolfte "Ryska sommar". Bland dessa verk återfanns en marsch fantasi och tonmålningen Im russischen Dorfe (op. 355). Men ett oemotståndligt erbjudande kom emellan planerna. Han blev inbjuden att gästdirigera i USA till ett honorar som var svårt att avböja. Strauss hoppades att järnvägsbolaget skulle tillmötesgå hans önskan om att få bryta kontraktet men de svarade med att stämma honom för kontraktsbrott. Det hela ledde sedan till en civil rättegång, vilket resulterade i dryga böter för kompositören.
Russische Marsch-Fantasie uppfördes senare av brodern Eduard Strauss vid en konsert i Schwenders Neue Welt den 12 september 1872.

## Om marschen
Speltiden är ca 3 minuter och 49 sekunder plus minus några sekunder beroende på dirigentens musikaliska tolkning.

## Weblänkar
- Russische Marsch-Fantasie i Naxos-utgåvan.